# Maria Teresa de Löwenstein-Wertheim-Rosenberg
Maria Teresa de Löwenstein-Wertheim-Rosenberg, duquessa de Bragança (Roma 1870 - Viena 1935). Princesa de Löwenstein-Wertheim-Rosenberg amb el tractament d'altesa sereníssima. Ostentà, per matrimoni, el títol de duquessa de Bragança i el d'infanta de Portugal amb els tractaments d'altesa reial.
Nascuda a Roma el dia 4 de gener de l'any 1870 essent filla del príncep Carles de Löwestein-Wertheim-Rosenberg i de la princesa Sofia de Liechtenstein. Maria Teresa era neta del príncep Constantí de Löwenstein-Wertheim-Rosenberg i de la princesa Agnès de Hohenlohe-Lagenburg per via paterna mentre que per línia materna ho era del príncep Alois II de Liechtenstein i de la duquessa Francesca Kinsky von Wchinitz.
El 8 de novembre de 1893 es casà a Kleinheubach amb l'infant Miquel de Bragança, fill del rei Miquel I de Portugal i de la princesa Adelaida de Löwenstein-Wertheim-Rosenberg. La parella tingué vuit fills:
- SAR la infanta Isabel de Portugal, nascuda a Kleinheubach el 1894 i morta a Ratisbona el 1970. Es casà amb el príncep Francesc Josep de Thurn und Taxis el 1920.

- SAR la infanta Maria de Portugal, nascuda a Kleinheubach el 1896 i morta al Castell de Seenbenstein el 1971.

- SAR la infanta Mafalda de Portugal, nada al Castell Akenstein el 1898 i morta a Viena el 1918.

- SAR la infanta Maria Anna de Portugal, nascuda al Castell de Fischhorn el 1899 i morta a Feldafing el 1971. Es casà el 1921 amb el príncep Carles August de Thurn und Taxis.

- SAR la infanta Maria Antònia de Portugal, nada el 1903 a Viareggio el 1903 i morta a Long Island el 1973. Es casà amb Ashley Chanler el 1934.

- SAR la infanta Felipa de Portugal, nada al Castell de Fischhorn el 1905 i morta a Ferragudo (Portugal) el 1990.

- SAR l'infant Duarte Nuno de Bragança, duc de Bragança, nat el 1908 al Castell Seebenstein i mort al Monestir de Vila Viçosa el 1976. Es casà amb la princesa Maria Francesca d'Orleans-Bragança.

- SAR la infanta Maria Adelaida de Portugal, nada a Saint Jean de Luz el 1912. Es casà amb l'aristòcrata holandès Nicholaas van Uden.

Maria Teresa morí el 17 de gener de 1935 a Viena, set anys després que el seu espòs.